# Chapa Nuevo
Chapa Nuevo es una localidad del estado mexicano de Michoacán. Es parte del municipio de Salvador Escalante.

## Toponimia
El nombre «Chapa» proviene del purépecha: chapani. Su significado es «Cortar madera».

## Demografía
| Gráfica de evolución demográfica |
|                                  |

| Censo | Población |
| ----- | --------- |
| 1900  | 85        |
| 1910  | 42        |
| 1921  | 46        |
| 1930  | 48        |
| 1940  | 160       |
| 1950  | 253       |
| 1960  | 311       |
| 1970  | 289       |
| 1980  | 472       |
| 1990  | 719       |
| 2000  | 831       |
| 2010  | 1066      |
| 2020  | 1349      |